# Telipna nyanza
Telipna nyanza är en fjärilsart som beskrevs av Sheffield Airey Neave 1904. Telipna nyanza ingår i släktet Telipna och familjen juvelvingar. Inga underarter finns listade i Catalogue of Life.